# José María Ortiz Tirado
José María Ortiz Tirado (* 8. August 1894 in Álamos, Sonora; † 1968) war ein mexikanischer Botschafter.

## Leben
José María Ortiz Tirado machte 1912 sein Abitur an der Prepa Nacional, studierte Rechtswissenschaft und hatte eine Professur in Strafrecht und
wurde 1954 Präsident des Suprema Corte de Justicia de la Nación.

## Veröffentlichungen
- El resarcimiento del daño a la .víctima del delito, México, 1944.